# Milícia de Jesucrist
|  | Aquest article tracta sobre l'orde militar establert a Parma. Si cerqueu l'orde dominic fundat al Llenguadoc el 1221, vegeu «Milícia de la Fe de Jesucrist». |

La Milícia de Jesucrist (en llatí Militia Iesu Christi) fou un orde militar de Llombardia que va funcionar entre 1233 i 1261. No s'ha de confondre amb la Milícia de la Fe de Jesucrist, orde fundat per Domènec de Guzmán per a combatre el catarisme al sud del Regne de França, ni amb l'organització actual que vol ser-ne la continuació anomenada Militia Jesu Christi, que no té aprovació eclesiàstica.
L'orde va ser fundat a Parma per Bartolomeo di Breganze, frare dominic, el 1233. L'objectiu principal era combatre l'heretgia, com el catarisme o el valdesianisme, llavors molt presenta a les terres del nord de la península Itàlica, i enfortir els vincles entre l'Església Catòlica Romana i la noblesa local. Possiblement, va ser influït pel feia poc fundat orde de la Milícia de la Fe de Jesucrist, amb idèntiques intencions.
A més, en un moment de lluites constants entre güelfs i gibel·lins, la Milícia havia de ser un instrument que les evités o que, si no era possible, donés suport al bàndol pontifici, fent que la noblesa prengués el seu partit i no el de l'emperador. A més, els seus membres, en la seva majoria nobles i burgesos residents a nuclis urbans, havien d'ajudar els pobres i necessitats, especialment orfes i vídues, de les ciutats, el nombre dels quals s'havia incrementat justament a causa dels conflictes civils provocats pels dos bàndols.
Va ser aprovat per Gregori IX, qui va donar-li una regla en 1234 i el va posar sota la jurisdicció dels dominics. A semblança de l'Orde de Sant Jaume, els membres de la Milícia no feien vot de castedat ni de pobresa, ni tampoc vivien en comunitat. Els seus membres havien de confessar-se almenys tres cops l'any (en Pasqua, Nadal i Pentecosta) i assistir a oficis litúrgics diàriament. Mensualment feien reunions d'instrucció bíblica dirigides per frares dominics. El cap de l'orde era el mestre general, que decidia en quines operacions militars podien participar els membres, si eren convocats pel papa o els bisbes.
Els membres eren de dos tipus: la noblesa urbana i la burgesia. La naturalesa eminentment urbana de l'orde feia que l'assistència als necessitats de les ciutats fos també un objectiu de l'orde. La Milícia va actuar principalment a la rodalia de Parma.
L'existència de l'orde va ser poc destacada: no va tenir cap paper rellevant a Parma ni va difondre's a fora, ni va intervenir en cap acció militar. L'orde va desaparèixer cap al 1261, quan un nou orde, dels Cavallers de Santa Maria, va ocupar-ne el lloc.